# Marģers Skujenieks
Marģers Skujenieks (ur. 22 czerwca 1886 w Rydze, zm. w lipcu 1941 w Moskwie) – łotewski polityk, dwukrotny premier (1926–1928; 1931–1933), działacz sportowy.

## Życiorys
W działalność lewicową zaangażował się w 1905 jeszcze jako uczeń rosyjskiego gimnazjum w Rydze. Studiował statystykę na Uniwersytecie Moskiewskim. Zaangażował się w pracę naukową w tej dziedzinie, co zaowocowało powołaniem go 1 września 1919 roku na prezesa Państwowego Urzędu Statystycznego Republiki Łotewskiej.
W 1918 zasiadał w Łotewskiej Radzie Ludowej, która 18 listopada ogłosiła niepodległość państwa. W pierwszej połowie 1919 wziął udział w konferencji wersalskiej jako oficjalny delegat Łotwy. W kwietniu 1920 wybrano go na posła do Konstytuanty (Satversmes sapulce). Parlamentarzystą pozostał W I, II, III i IV kadencji (do 1934) z listy LSDSP.
19 grudnia 1926 zajął miejsce Artursa Alberingsa jako szef rządu. Był pierwszym premierem reprezentującym lewicę. Równocześnie sprawował funkcję ministra spraw wewnętrznych (do 23 stycznia 1928). Podczas jego kadencji podpisano w 1927 sowiecko–łotewski układ handlowy. Po wyborach sejmowych z jesieni 1931 ponownie wybrano go premierem. 6 grudnia zastąpił Kārlisa Ulmanisa w roli szefa rządu (do 23 marca 1933). Do ważnych wydarzeń tego okresu należało podpisanie 5 lutego 1932 w Rydze paktu o nieagresji z ZSRR.
Po przewrocie wojskowym Ulmanisa w 1934 poparł nowy reżim zostając wicepremierem rządu Łotwy (do 1938), udzielał się również w działalności sportowej – był szefem Związku Sportowego oraz Narodowego Komitetu Olimpijskiego. Po 1936 coraz bardziej odsuwał się od bieżącej linii politycznej rządu Ulmanisa.
Po aneksji Łotwy przez Związek Radziecki w czerwcu 1940 został aresztowany i wywieziony do Rosji, gdzie rozstrzelano go na Łubiance.
Został odznaczony m.in. estońskim Orderem Krzyża Orła I klasy (1933).